# Junior Murvin
Junior Murvin (nombre de nacimiento Murvin Junior Smith, Parroquia de Saint James (Jamaica), cerca 1946  – 2 de diciembre de 2013) fue un músico de reggae jamaicano. Es, sobre todo, conocido por el single "Police and Thieves", producido por Lee "Scratch" Perry en 1976.

## Biografía
Nació en Parroquia de Saint James, probablemente en 1946 aunque algunas fuentes dicen que 1949, y se trasladó a Port Antonio después de la muerte de su padre. Comenzó a cantar de bien pequeño, influenciado por Curtis Mayfield, y comenzó a actuar en público después de que su familia se trasladara a Montego Bay. Estudió mecánica en la Montego Bay Technical High School, y poco después se trasladó a Trenchtown en Kingston, donde viviría con su tío e intentaría hacer audiciones sin éxito para Lee Perry y Coxsone Dodd.

### Carrera musical
Su primera grabación fue bajo el nombre de Junior Soul para el sello Gayfeet de Sonia Pottinger, y comenzó a grabar de forma regular para el sello Crystal propiedad de Derrick Harriott, donde tuvo un pequeño éxito con la canción "Solomon" de 1972. Formó parte del grupo Hippy Boys, posteriormente de los Mighty Falcons and the Tornadoes, y comenzaron a actuar en nightclubs y hoteles turísticos de Kingston.
En 1976, hizo uyna preuba para Perry con su propia canción, "Police and Thieves".  Esta vez Perry estuvode acuerdo en grabar, y el single se convirtió en una éxito comercial tanto en Jamaica como en Gran Bretaña. Aunque escrito en el contexto de las guerras territoriales de Jamaica y la violencia policial, se asoció estrechamente con los disturbios en el Carnaval de Notting Hill de Londres ese año. Murvin y Perry coescribieron más canciones juntos y completaron el álbum homónimo para Island Records, grabado en 1977 y reconocido como una de las mejores producciones de Perry. La canción fue escuchada por el grupo de punk rock The Clash, cuya versión apareció en su álbum de debut grabado en abril de 1977. Murvin continuó grabando canciones con Perry, incluyendo diferentes versiones de las canciones de Curtis Mayfield, y también grabó para los productores Joe Gibbs y Alvin Ranglin. En 1980, el tema "Police and Thieves" por fin llegó a la UK Singles Chart, llegando al número 23 después de ser usado en la película, Rockers.
Murvin continuó grabando en la década de los 80, pero sus posteriores temas no tuvieron el mismo éxito. De todas maneras, cantó con uno de los grupos más punteros de Jamaica, Jah Postles, con la que hizo una gira por Europa. Grabó con productores como Joe Gibbs, Errol Thompson, Mikey Dread (con el que grabaría con este último el álbum 1982 Bad Man Posse), Henry "Junjo" Lawes, Prince Jammy y King Tubby. Otros temas suyos son "Miss Kushie", "Cool out Son", "I'm in Love", "Bad Man Posse", y "Muggers in the Street". Grabó su último disco, Signs and Wonders, en 1989, aunque continuó grabando temas en Jamaica, algunos de ellos para el sello Murvin en Port Antonio. Su última grabación fue el sencillo tiutlaro "Wise Man", registrado en los estudios Dubwise de Londres en 1998.

## Muerte
Murvin murió el 2 de diciembre de 2013, en el hospital de Port Antonio. Sufría diabetes e hipertensión.

## Discografía

### Álbumes
- Police and Thieves (1977), Island
- Tedious (1978), Mango
- Bad Man Posse (1982), Dread at the Controls
- Muggers in the Street (1984), Greensleeves
- Apartheid (1986), Jammy's
- Signs and Wonders (1989), Live & Love
- World Cry (1995), Sunvibes
- Inna de Yard (2007), Makasound[9]